# Margny, Ardennes

Margny este o comună în departamentul Ardennes din nordul Franței. În 1 ianuarie 2022 avea o populație de 210 de locuitori.